# Tibod
Tibod (węg. Tibód) – wieś w Rumunii, w okręgu Harghita, w gminie Dealu. W 2011 roku liczyła 222 mieszkańców.